# Ramal ferroviario Altamirano-Chas-Las Flores
El Ramal Altamirano - Las Flores perteneció al Ferrocarril del Sud, luego Ferrocarril General Roca, Argentina.

## Ubicación
Se halla íntegramente en la provincia de Buenos Aires, atravesando los partidos de Brandsen, General Paz, General Belgrano y Las Flores.

## Características
Es un ramal de la red secundaria interregional del Ferrocarril General Roca con una extensión de 120 km entre Altamirano y Las Flores. 
A este ramal corresponde el primer puente ferroviario que cruzó el Río Salado en 1871, a la altura de la Estación Villanueva (Partido de Ranchos), que comunicaba con la estación "Salado" (hoy General Belgrano) en dirección a Las Flores.

## Servicios
No presta servicios de pasajeros ni de cargas entre sus cabeceras. Las vías se encuentran mayormente en estado de abandono.
La estación Altamirano se encuentra activa para servicios de pasajeros de larga distancia que presta la empresa estatal Trenes Argentinos.
Las vías están concesionadas hasta febrero de 2021 a la empresa de cargas Ferrosur Roca.
Desde la década de 1990 el ramal dejó de prestar servicios de pasajeros, quedando relegado su uso para servicios de cargas y ocasiones especiales. En el año 2003 corrieron algunos trenes de la empresa Ferrobaires por obstrucciones en la vía Monte. Sin embargo, el último tren que corrió por este ramal fue en 2005.

## Imágenes

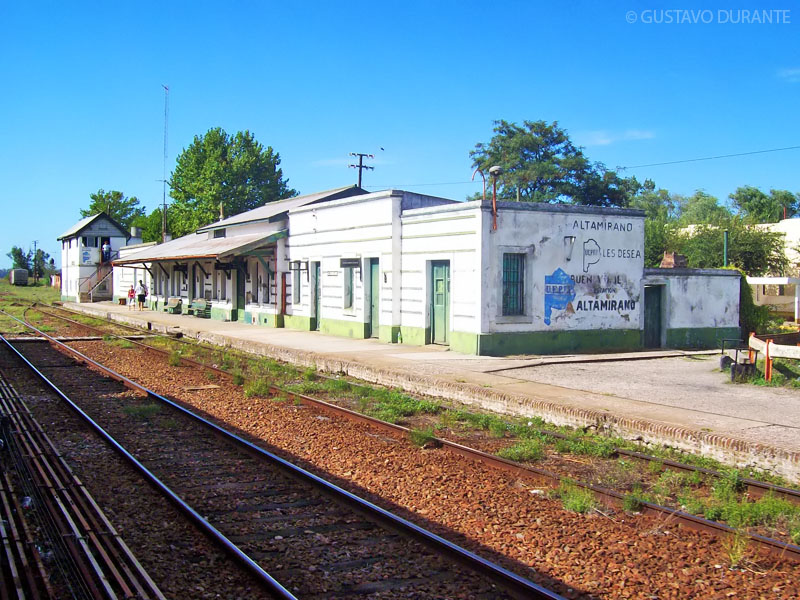
Estación Altamirano
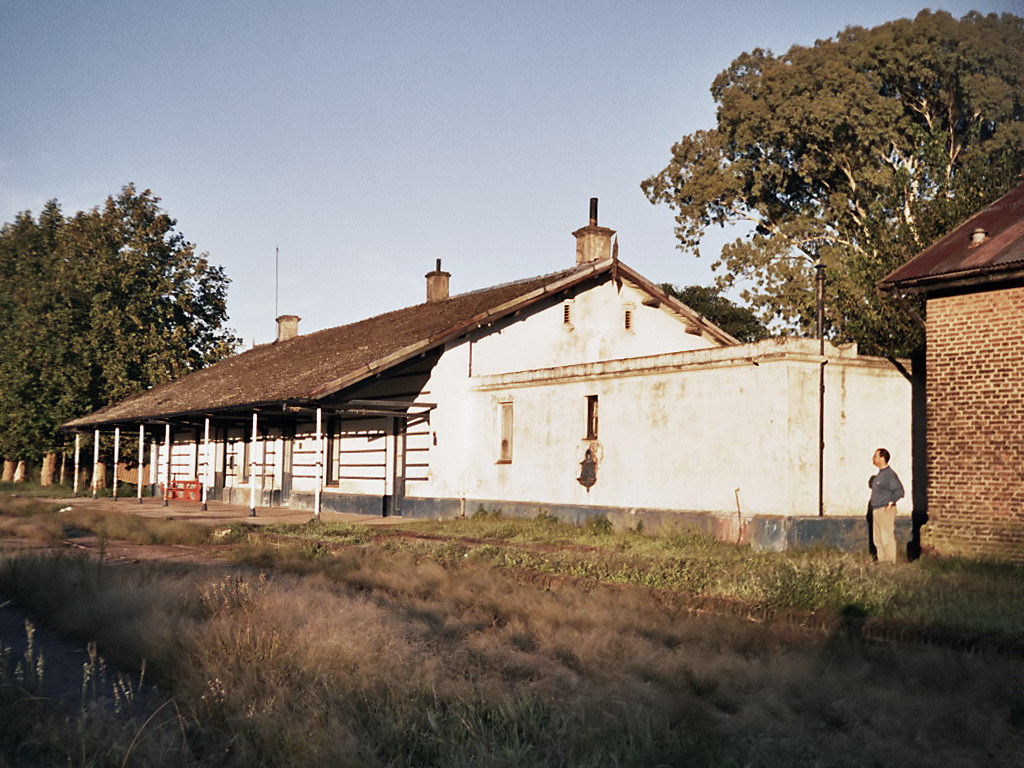
Estación Ranchos
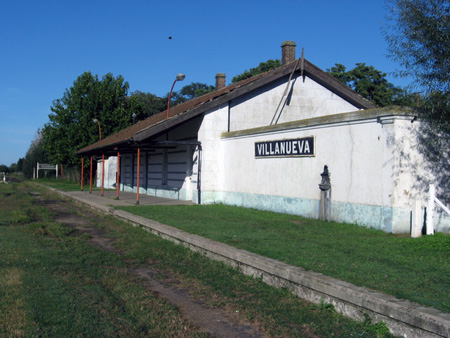
Estación Villanueva
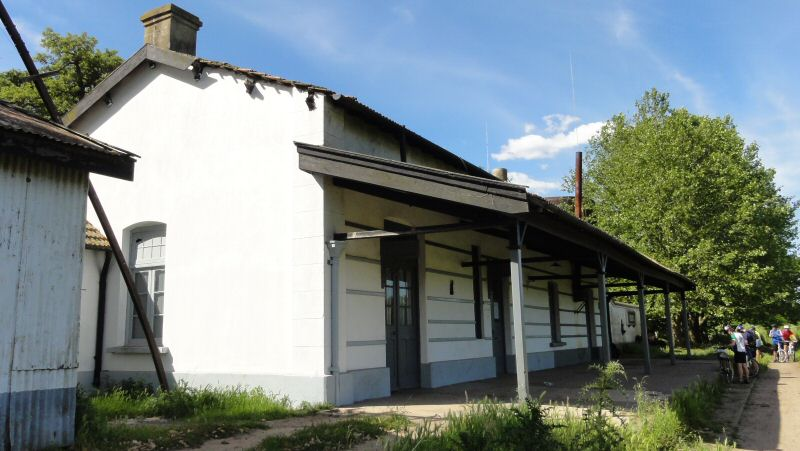
Estación Chas
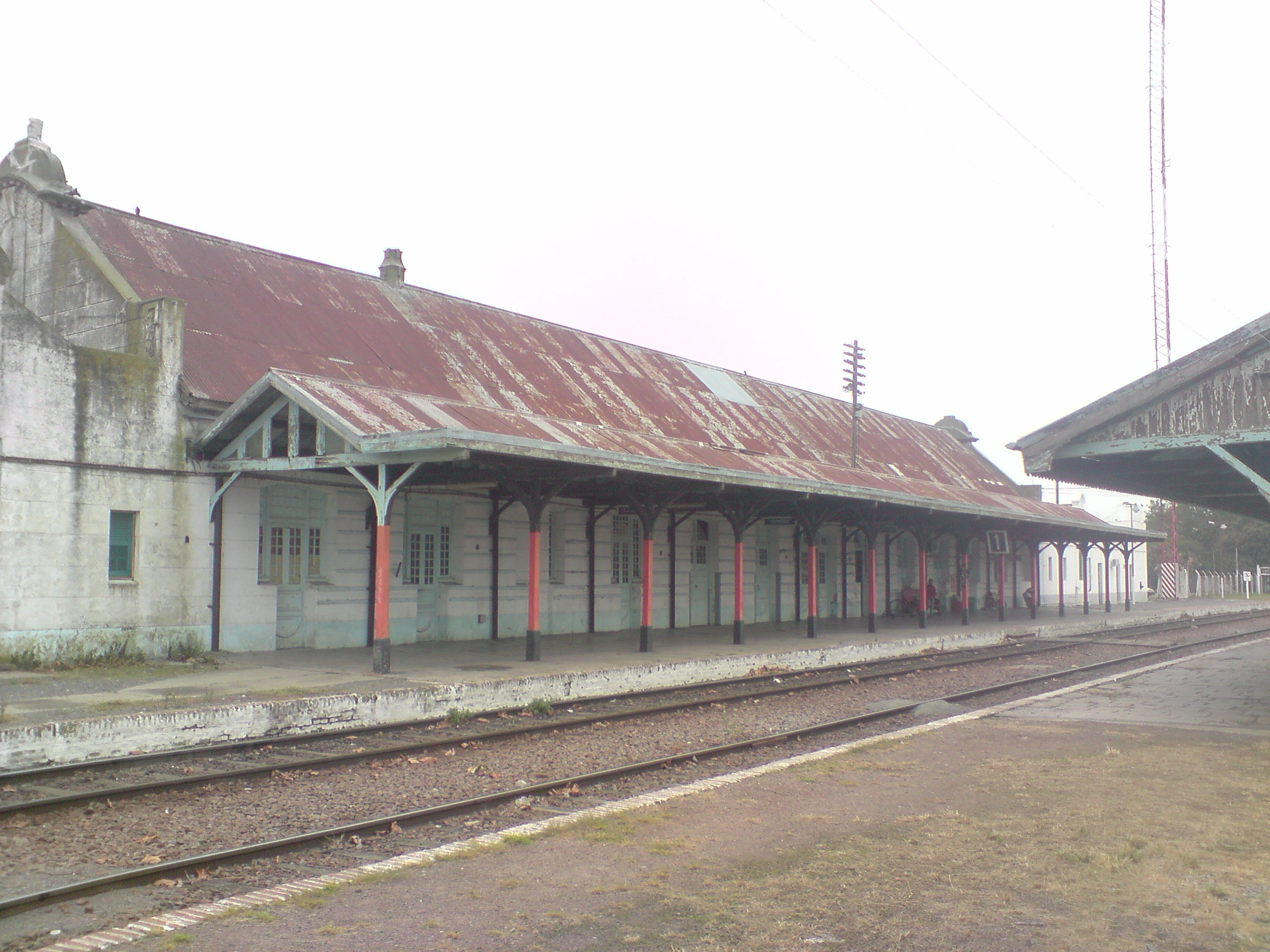
Estación Las Flores